# Republikken Congo ved OL
Congo deltog første gang i olympiske lege under Sommer-OL 1964 i Tokyo, og har deltaget i alle efterfølgende sommerlege unstaget Sommer-OL 1968 i Mexico by og Sommer-OL 1976 i Montréal. De har aldrig deltaget i vinterlege. Congo har aldrig vundet nogen medalje. 

## Medaljeoversigt
| Republikken Congos medaljer under de olympiske sommerlege | Republikken Congos medaljer under de olympiske sommerlege | Republikken Congos medaljer under de olympiske sommerlege | Republikken Congos medaljer under de olympiske sommerlege | Republikken Congos medaljer under de olympiske sommerlege | Republikken Congos medaljer under de olympiske sommerlege |
| --------------------------------------------------------- | --------------------------------------------------------- | --------------------------------------------------------- | --------------------------------------------------------- | --------------------------------------------------------- | --------------------------------------------------------- |
| Lege                                                      | Guld                                                      | Sølv                                                      | Bronze                                                    | Totalt                                                    | Rang                                                      |
| 1964 Tokyo                                                | 0                                                         | 0                                                         | 0                                                         | 0                                                         | –                                                         |
| 1968 Mexico by                                            | Deltog ikke                                               | Deltog ikke                                               | Deltog ikke                                               | Deltog ikke                                               | Deltog ikke                                               |
| 1972 München                                              | 0                                                         | 0                                                         | 0                                                         | 0                                                         | –                                                         |
| 1976 Montréal                                             | Deltog ikke                                               | Deltog ikke                                               | Deltog ikke                                               | Deltog ikke                                               | Deltog ikke                                               |
| 1980 Moskva                                               | 0                                                         | 0                                                         | 0                                                         | 0                                                         | –                                                         |
| 1984 Los Angeles                                          | 0                                                         | 0                                                         | 0                                                         | 0                                                         | –                                                         |
| 1988 Seoul                                                | 0                                                         | 0                                                         | 0                                                         | 0                                                         | –                                                         |
| 1992 Barcelona                                            | 0                                                         | 0                                                         | 0                                                         | 0                                                         | –                                                         |
| 1996 Atlanta                                              | 0                                                         | 0                                                         | 0                                                         | 0                                                         | –                                                         |
| 2000 Sydney                                               | 0                                                         | 0                                                         | 0                                                         | 0                                                         | –                                                         |
| 2004 Athen                                                | 0                                                         | 0                                                         | 0                                                         | 0                                                         | –                                                         |
| 2008 Beijing                                              | 0                                                         | 0                                                         | 0                                                         | 0                                                         | –                                                         |
| 2012 London                                               | 0                                                         | 0                                                         | 0                                                         | 0                                                         | –                                                         |
| 2016 Rio de Janeiro                                       | 0                                                         | 0                                                         | 0                                                         | 0                                                         | –                                                         |
| 2020 Tokyo                                                |                                                           |                                                           |                                                           |                                                           |                                                           |
| Totalt                                                    | 0                                                         | 0                                                         | 0                                                         | 0                                                         |                                                           |